# Хлоридные каналы
Хлоридные каналы — суперсемейство белков, образующих в клеточных мембранах ионные каналы, отвечающие за перенос ионов хлора. Хлоридные каналы выполняют ряд важных физиологических и клеточных функций, таких как регулирование внутриклеточной  кислотности и объёма клетки, транспорт органических веществ, клеточная миграция, пролиферация и дифференцировка.

## Функции
Хлоридные каналы играют важную роль в установлении мембранного потенциала покоя и поддержании нормального объёма клетки. Как правило, эти каналы способны переносить не только ионы хлора Cl−, но и HCO3−, I−, SCN− и NO3−. Структура хлоридных каналов отличается от других каналов. Белки включают от 10 до 12 трансмембранных спиралей, образующих в клеточной мембране единственную пору. Активация каналов может происходить под действием потенциала, кальция Ca2+, различных внеклеточных лигандов или кислотности.

## Классификация
Анион-селективные каналы разделяются на несколько групп на основе их функциональных свойств, таких как потенциал-зависимость, проводимость канала, селективность, чувствительность к блокаторам, кинетика, молекулярная структура и клеточная локализация. Хлоридные каналы — интегральные мембранные белки как и другие клеточные каналы и могут находиться либо в клеточной плазматической мембране, либо в мембранах внутриклеточных органелл. Ионный транспорт через канал осуществляется посредством диффузионного ионного потока по электрохимическому градиенту того или иного иона, т.е. по совокупности мембранного потенциала и разницы в концентрациях иона хлора Cl− в цитоплазме и во внеклеточной среде. Это определяет будет ли канал переносить ионы из клетки или внутрь неё.
Хлоридные каналы обладают относительной анионной селективностью и могут переносить определённые анионы даже лучше, чем хлоридный ион. Название же их связано с тем, что хлоридный ион является самым распространённым анионом в биологических тканях. К функциям хлоридных каналов относятся регуляция клеточного объёма, ионный гомеостаз, трансэпителиальный транспорт, регуляция электрической возбудимости клетки, секреция, абсорбция и др.
Классификация хлоридных каналов меняется по мере накопления информации о их свойствах и функционировании. В настоящее время известно несколько групп хлоридных каналов. Самая большая группа — CLCN (у человека найдено 9 генов: CLCN1-7, CLCNKA и CLCNKB). Кальций-зависимые хлоридные каналы CLCA образуют отдельную группу, в которую входят 4 гена человека (CLCA1-4). Группа внутриклеточных хлоридных каналов CLIC включает 7 генов человека (CLIC1-6 и CLCC1). К нуклеотид-зависимым хлоридным каналам относят 2 гена: CLNS1A и CLNS1B.

## Ингибиторы
- DIDS — ингибитор анионных каналов.
- Флоретин — ингибитор хлоридных каналов.
- Хлоротоксин — ингибитор хлоридных каналов низкой проводимости, активный ингредиент яда скорпиона Leiurus quinquestriatus.